# Centaur-planetoïden

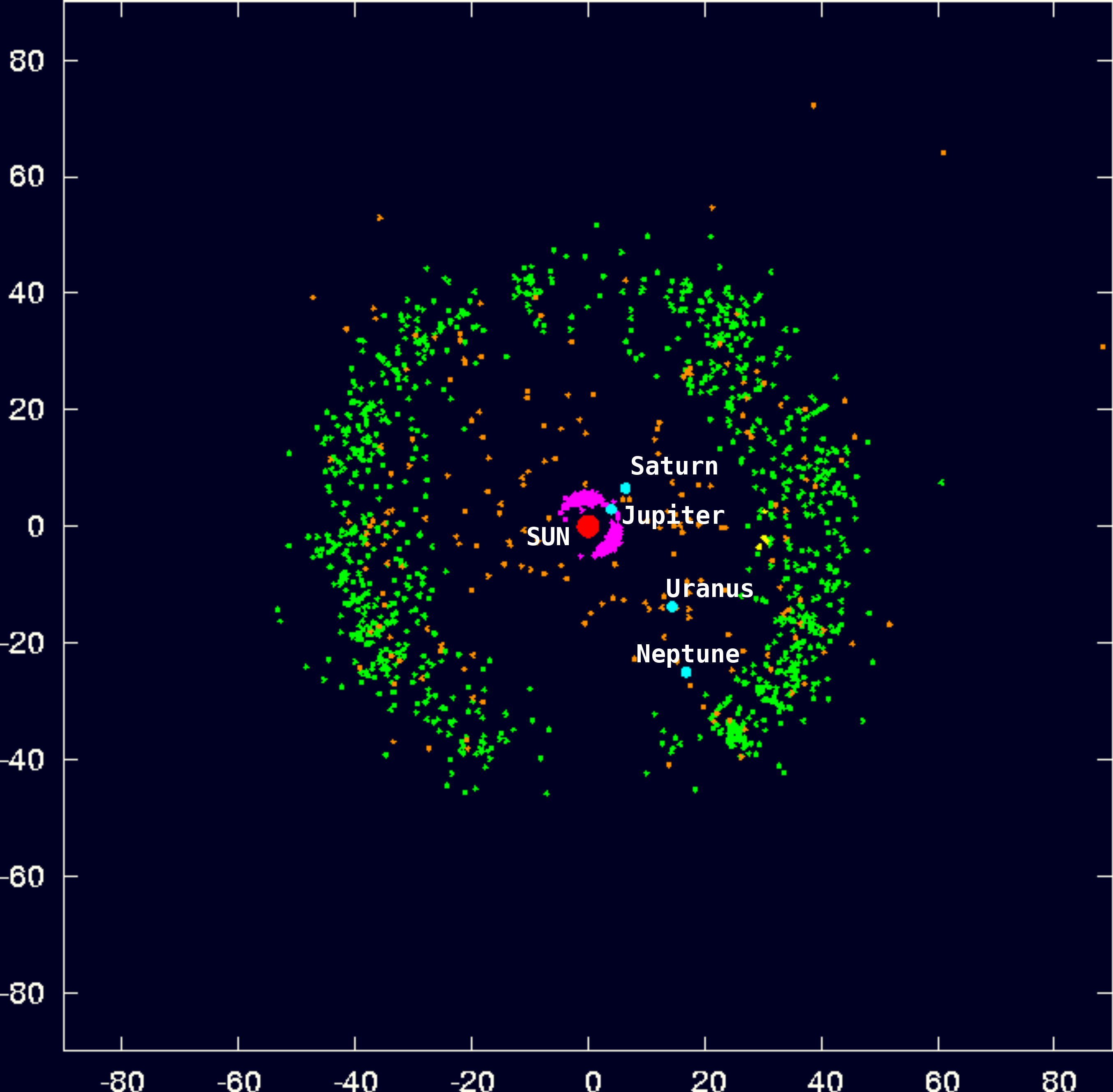
De Centaurs zijn aangeduid in het oranje in dit bovenaanzicht van het zonnestelsel (groen zijn objecten in de Kuipergordel)

Centaurs zijn planetoïden die grotendeels uit ijs bestaan en om de zon draaien tussen de banen van Jupiter en Neptunus.
Ze zijn vernoemd naar de mythologische centaurs (half mens, half paard), omdat deze hemellichamen half planetoïde en half komeet zijn.
Omdat ze uit ijs bestaan, vertonen ze enigszins de eigenschappen van kometen. Waarschijnlijk zal elke centaur die dichter in de buurt van de zon komt, een komeet worden.
Toen Charles Kowal de eerste Centaur (2060 Chiron) ontdekte op 1 november 1977 werd die dan ook aanvankelijk voor een komeet aangezien.
De grootste tot nu toe bekende centaur is 10199 Chariklo, met een geschatte diameter van 258 km en een tamelijk stabiele 4:3 baanresonantie met Uranus.
Sommige centaurs hebben een zeer excentrische baan, een extreme inclinatie (5335 Damocles) of zelfs een retrograde baan (20461 Dioretsa).
Er zijn aanwijzingen dat Phoebe, een van de manen van Saturnus, een gevangen Centaur zou zijn.
In februari 2025 waren er 910 Centaur-planetoïden bekend.